# Sporty zimowe
Sporty zimowe – dyscypliny rozgrywane w okresie zimowym. Niezbędnymi warunkami do ich przeprowadzenia są: mróz, lód i często śnieg. Do sportów zimowych zaliczają się: 
- biathlon
- bobsleje
- curling
- hokej na lodzie
- łyżwiarstwo figurowe
- łyżwiarstwo szybkie
- narciarstwo alpejskie
- narciarstwo klasyczne: biegi narciarskie, kombinacja norweska, skoki narciarskie
- saneczkarstwo
- short track
- skeleton
- skibob
- snowboarding
- żeglarstwo lodowe

Współcześnie wskutek rozwoju techniki większość z tych dyscyplin można rozgrywać w porze letniej na przykład hokej na lodzie, łyżwiarstwo figurowe czy skoki narciarskie. Sporty zimowe cieszą się największą popularnością na kontynentach półkuli północnej to jest w Europie, Ameryce Północnej i Azji.